# 蓋爾嶺
蓋爾嶺（英語：Gale Ridge）是南極洲的山嶺，位於伊利沙伯女皇地，屬於彭薩科拉山脈中尼普頓山脈的一部分，全長22公里，美國地質調查局根據測量和美國海軍拍攝的空中照片繪入地圖，現時由南極條約體系管理。